# Withington (Wielki Manchester)
Withington – dzielnica w Manchesterze, w Anglii, w hrabstwie Wielki Manchester, w dystrykcie metropolitalnym Manchester. W 2011 dzielnica liczyła 13422 mieszkańców.